# The Last Temptation (album de Ja Rule)
Pour les articles homonymes, voir The Last Temptation.
Albums de Ja Rule
Pain Is Love
(2001) Blood in My Eye
(2003)
Singles
1. Mesmerize
Sortie : 2002
2. Thug Lovin'
Sortie : 2003

The Last Temptation est le quatrième album studio de Ja Rule, sorti le 19 novembre 2002.
L'album s'est classé 2e au Top R&B/Hip-Hop Albums et 4e au Billboard 200 et a été certifié disque de platine par la Recording Industry Association of America (RIAA) le 19 novembre 2002.
L'acteur américain Patrick Swayze apparait en guest dans le troisième clip de l'album Murder Reigns.

## Liste des titres
| No  | Titre                                               | Contient un (des) sample(s) de                                  | Durée |
| --- | --------------------------------------------------- | --------------------------------------------------------------- | ----- |
| 1.  | Intro                                               |                                                                 | 0:20  |
| 2.  | Thug Lovin' (featuring Bobby Brown)                 | Knocks Me Off My Feet de Stevie Wonder                          | 4:50  |
| 3.  | Mesmerize (featuring Ashanti)                       | Stop, Look, Listen (To Your Heart) de Diana Ross et Marvin Gaye | 4:38  |
| 4.  | Pop Niggas                                          |                                                                 | 4:29  |
| 5.  | The Pledge (Remix) (featuring Ashanti, Nas et 2Pac) | So Many Tears de 2Pac                                           | 3:54  |
| 6.  | Murder Reigns (featuring Celeste Scalone)           | Africa de Toto                                                  | 3:02  |
| 7.  | Last Temptation (featuring Charli Baltimore)        | Funky Sensation de Gwen McCrae                                  | 4:58  |
| 8.  | Murder Me (featuring Cadillac Tah et Alexi)         | Anniversary de Tony! Toni! Toné!                                | 5:15  |
| 9.  | The Warning                                         |                                                                 | 5:05  |
| 10. | Connected (featuring Eastwood et Crooked I)         |                                                                 | 4:54  |
| 11. | Emerica (featuring Chink Santana)                   |                                                                 | 5:16  |
| 12. | Rock Star                                           |                                                                 | 4:58  |
| 13. | Destiny (Outro)                                     | Midnight Sunshine des Soul Children                             | 2:05  |